# Blommersia domerguei
Blommersia domerguei (Guibé, 1974) è una rana della famiglia Mantellidae, endemica del Madagascar.

## Descrizione
È una specie di piccole dimensioni (lunghezza media 15 mm nei maschi, 20 mm nelle femmine) con una livrea color rame con tre strie dorsali marrone scuro.

## Distribuzione e habitat

Specie abbastanza comune negli altipiani del Madagascar centrale, da 900 a 2.000 m s.l.m.